# RK Sisak (1988.)
Rukometni klub Sisak (RK Sisak; Sisak) je bio muški rukometni klub iz Siska, Sisačko-moslavačka županija. 

## O klubu
RK "Sisak" je osnovan 1988. godine, ujedinjavanjem dvaju postojećih klubova iz Siska: "INA" i "Metalca" Za vijeme SFRJ je klub bio sudionik 2. savezne lige. Osamostaljenjem Hrvatke, klub se prvo natjecao u 1. B HRL, a od sezone 1992./93. u 1.A HRL. Klub se u sezoni 1993./94. natjecao u Kup EHF, a 1995./96. u Kupu gradova. To je prvi klub iz Siska, koji je sudjelovao u nekom europskom natjecanju. 
 Klub se gasi 1997. godine zbog financijskih problema. 
 
Muški rukomet u Sisku zamire do 2003. godine, kada se osniva "Siscia", no i ona se gasi 2013. godine, te se tad formira novi klub naziva RK "Sisak".

## Pregled po sezonama
| sezona    | rang  | liga     | pozicija   | doigravanje | napomena |
| Sisak     | Sisak | Sisak    | Sisak      | Sisak       | Sisak    |
| --------- | ----- | -------- | ---------- | ----------- | -------- |
| 1992.     | II    | 1. B HRL | 3. / 6 (7) |             |          |
| 1992./93. | I     | 1.A HRL  | 4. / 12    | 4. mjesto   |          |
| 1993./94. | I     | 1.A HRL  | 7. / 12    | 4. mjesto   |          |
| 1994./95. | I     | 1.A HRL  | 3. / 12    | 3. mjesto   |          |
| 1995./96. | I     | 1.A HRL  | 11. / 12   |             |          |
| 1996./97. |       |          |            |             |          |

## Unutrašnje poveznice
- Sisak
- RK INA Sisak (muškarci)
- RK Metalac Sisak
- RK Siscia Sisak
- RK Sisak (2013.)

## Vanjske poveznice
- eurohandball.com, RK Siscia